# Delphinium ilgazense
Delphinium ilgazense är en ranunkelväxtart som beskrevs av Peter Hadland Davis. Delphinium ilgazense ingår i släktet storriddarsporrar, och familjen ranunkelväxter. Inga underarter finns listade i Catalogue of Life.